# Markus Koob

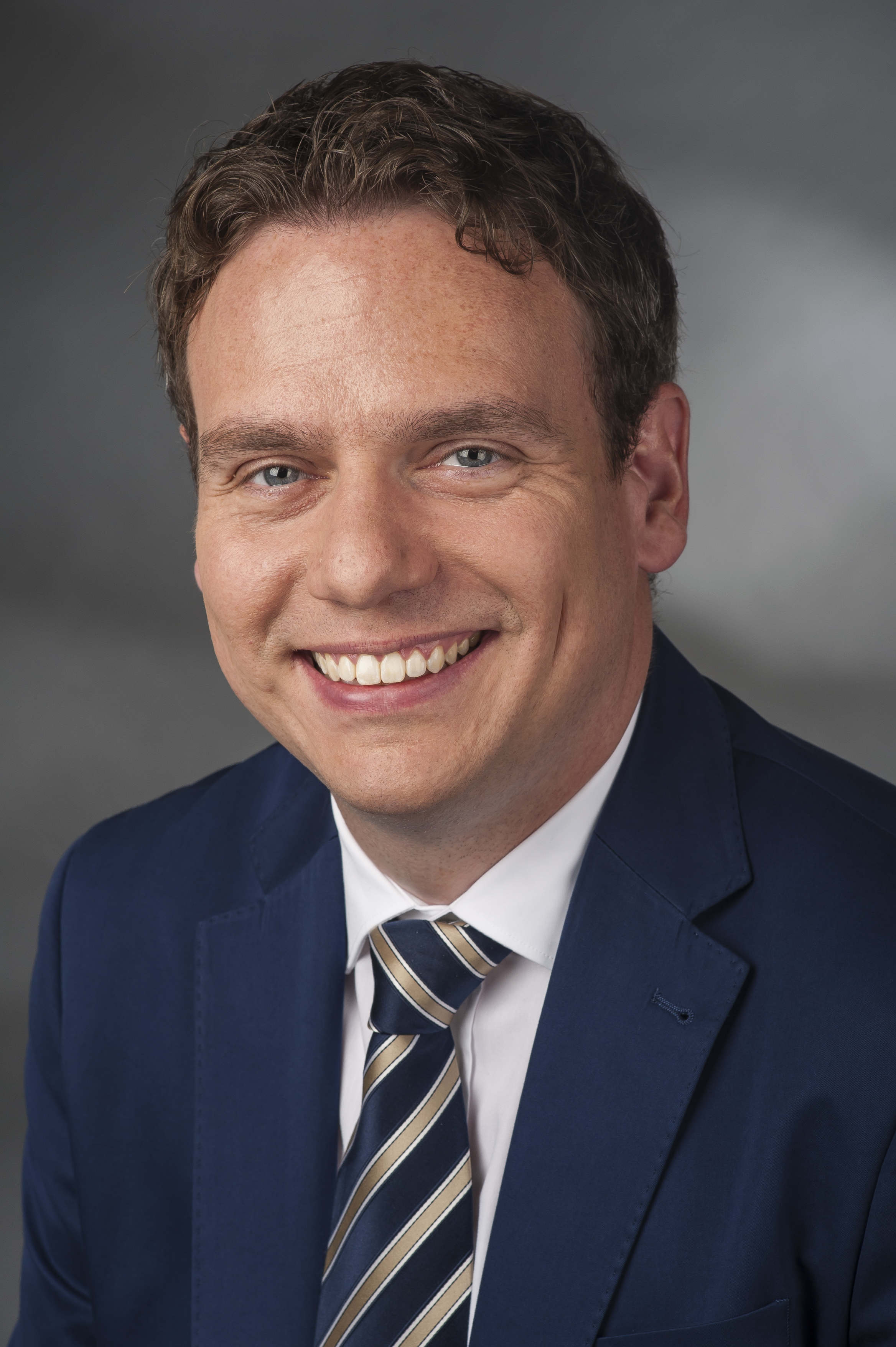
Markus Koob (2014)

Markus Benjamin Koob (* 5. Dezember 1977 in Kronberg im Taunus) ist ein deutscher Politiker (CDU) und seit 2013 Mitglied des Deutschen Bundestages.

## Ausbildung und Leben
Markus Koob studierte Politikwissenschaften mit Nebenfach Jura an der Universität Mainz und schloss das Studium 2006 mit dem Magister ab. Von 2006 bis 2012 arbeitete er als persönlicher Referent beim Landrat des Hochtaunuskreises, Ulrich Krebs. Vom Jahr 2012 bis zu seiner Wahl in den Bundestag war er Pressesprecher des Landkreises.

## Politik

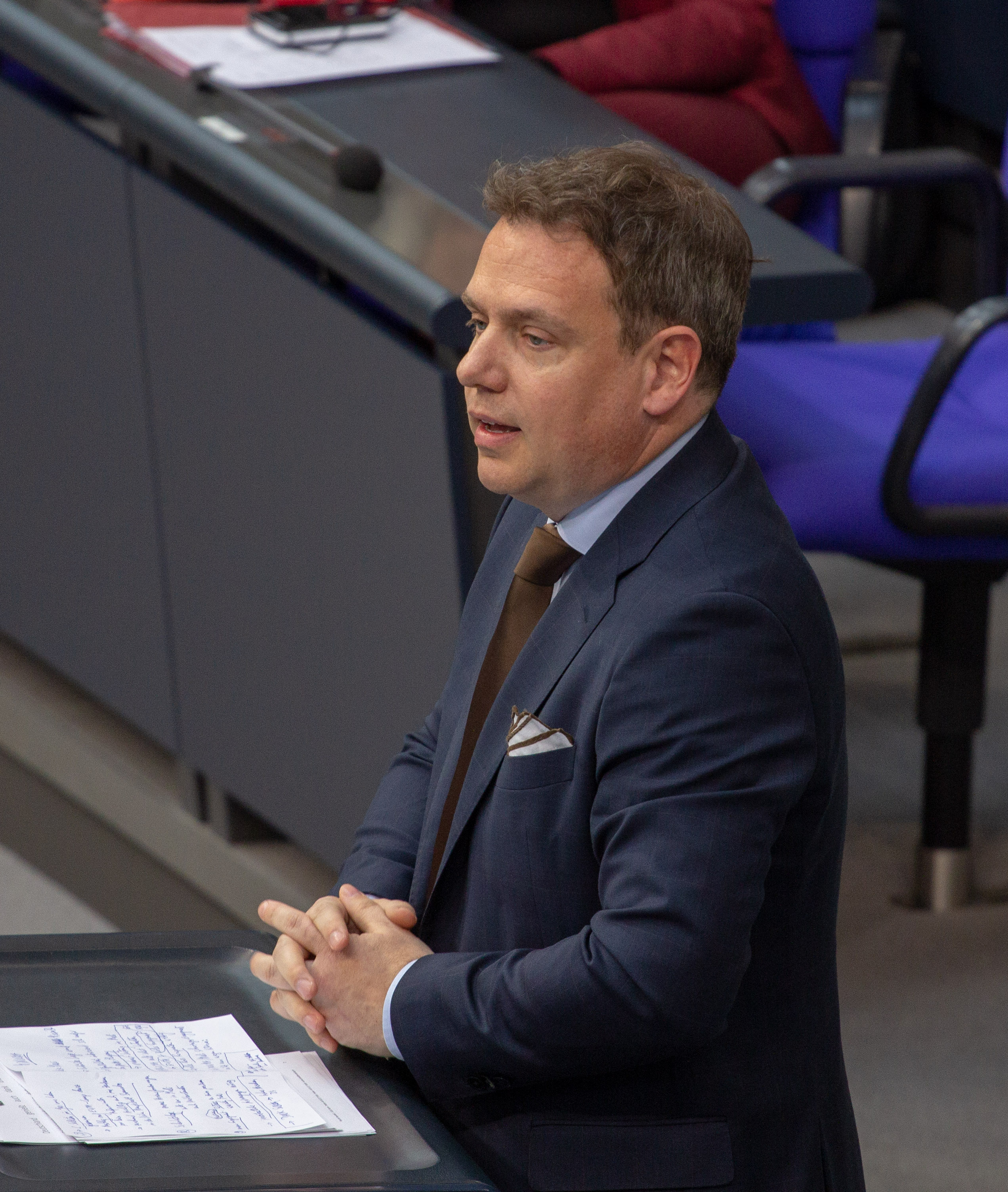
Koob im Bundestag, 2019

Markus Koob trat 1993 in die Junge Union ein. 1995 wurde er auch Mitglied der CDU. Kommunalpolitisch ist er als Stadtverordneter in Oberursel aktiv.
Bei der Bundestagswahl 2013 wurde Markus Koob mit 48,8 Prozent im Bundestagswahlkreis Hochtaunus direkt in den Bundestag gewählt. Er folgt damit Holger Haibach nach, der zur Mitte der vorangegangenen Wahlperiode sein Mandat aufgab. Bei der Bundestagswahl 2017 konnte er sein Direktmandat verteidigen. Er war im 19. Deutschen Bundestag ordentliches Mitglied im Auswärtigen Ausschuss und stellvertretendes Mitglied im Ausschuss für Familie, Senioren, Frauen und Jugend, sowie im Unterausschuss Abrüstung, Rüstungskontrolle und Nichtverbreitung.
Bei der Bundestagswahl 2025 zog er als Direktkandidat in den 21. Deutschen Bundestag ein. Dort ist er ordentliches Mitglied Auswärtigen Ausschuss und stellvertretendes Mitglied im Ausschuss für Bildung, Familie, Senioren, Frauen und Jugend.